# Шаоян (уезд)
Шаоя́н (кит. упр. 邵阳, пиньинь Shàoyáng) — уезд городского округа Шаоян провинции Хунань (КНР).

## История
Ещё во времена империи Хань был создан уезд Чжаолин (昭陵县), из которого впоследствии был выделен уезд Чжаоян (昭阳县). В эпоху Троецарствия, когда эти земли входили в состав государства У, в 266 году был образован Чжаолинский округ (昭陵郡). После объединения китайских земель в империю Цзинь из-за практики табу на имена, чтобы избежать употребления иероглифа 昭, входившее в личное имя Сыма Чжао, он был заменён на похожий иероглиф 邵, и с 280 года округ стал называться Шаолинским (邵陵郡), а уезд Чжаоян был переименован в Шаоян (邵阳县). После образования империи Суй округ был в 589 году расформирован.
После основания империи Тан в 621 году была создана Наньлянская область (南梁州). В 636 году она была переименована в Шаочжоускую область (邵州), в 742 году — в Шаоянский округ (邵阳郡), в 758 году — снова в Шаочжоускую область.
Во времена империи Сун, когда Чжао Юнь в 1224 году взошёл на трон и установил девиз правления «Баоцин», то в честь того, что он, будучи наследником престола, был шаочжоуским фанъюйши, в 1225 году область была поднята в статусе и переименована по девизу правления, став Баоцинской управой (宝庆府); власти управы разместились в уезде Шаоян. После монгольского завоевания и образования империи Юань Баоцинская управа стала в 1277 году Баоцинским регионом (宝庆路), но после свержения власти монголов и образования империи Мин Баоцинский регион в 1368 году вновь стал Баоцинской управой. После Синьхайской революции в Китае была проведена реформа структуры административного деления, в ходе которой управы были упразднены, и поэтому в 1913 году Баоцинская управа была расформирована, а уезд Шаоян был переименован в Баоцин (宝庆县). В 1914 году уезду Баоцин было возвращено название Шаоян.
После образования КНР в 1949 году был создан Специальный район Шаоян (邵阳专区), и его власти разместились в уезде Шаоян. 19 октября 1950 года урбанизированная часть уезда Шаоян была выделена в отдельный городской уезд Шаоян.
16 февраля 1952 года на стыке уездов Шаоян и Синьхуа был образован новый уезд Синьшао, а восточная часть уезда Шаоян была выделена в отдельный уезд Шаодун.
В 1970 году Специальный район Шаоян был переименован в Округ Шаоян (邵阳地区).
Постановлением Госсовета КНР от 8 февраля 1983 года был расформирован округ Шаоян и образован городской округ Шаоян, однако уже 13 июля это решение было отменено. Постановлением Госсовета КНР от 27 января 1986 года округ Шаоян вновь был преобразован в городской округ.

## Административное деление
Уезд делится на 12 посёлков и 8 волостей.